# Alex Turrin
Alex Turrin (Feltre, 3 giugno 1992) è un ex ciclista su strada italiano, professionista dal 2016 al 2018.

## Palmarès
- 2009 (Juniores)[1]

3ª tappa Giro del Friuli (Travesio)
Classifica generale Giro del Friuli
Memorial Pavan e Martignago
- 2010 (Juniores)[2]

Gran Premio Memorial Mario Da Dalt
1ª tappa Giro delle Province Toscane (Colonna di Pieve a Nievole)
Bracciale del Cronoman - Levico Terme (cronometro)
Schio-Cerbario
Memorial Bottecchia
Sandrigo-Monte Corno
1ª tappa Trittico Veneto (Tarzo)
- 2014 (Mastromarco-Dover)[3]

Trofeo Learco Guerra
Trofeo Menci S.p.A.
Gran Premio Città di Empoli
- 2015 (Mastromarco-Vincenzo Nibali)[4]

Trofeo Figros
Trofeo Castelnuovo Val di Cecina
Coppa Ciuffenna
Coppa in Fiera San Salvatore
- 2016 (Unieuro Wilier, una vittoria)

7ª tappa Tour du Maroc (Agadir > Essaouira)

## Piazzamenti

### Grandi giri
- Giro d'Italia

2018: 86º

### Classiche monumento
- Giro delle Fiandre

2017: 63º
- Giro di Lombardia

2017: ritirato